# Comté de Tioga (Pennsylvanie)
Pour les articles homonymes, voir Comté de Tioga.
Le comté de Tioga est un comté américain de l'État de Pennsylvanie. Au recensement de 2020, la population du comté s'éleve à 41 045 habitants. Il a été créé le 26 mars 1804, à partir du comté de Lycoming et tire son nom de la rivière Tioga. Le siège du comté se situe à Wellsboro.
Le parc d'État de Colton Point se trouve sur le comté.

## Démographie
| Groupe            | Comté de Tioga | Pennsylvanie | États-Unis |
| ----------------- | -------------- | ------------ | ---------- |
| Blancs            | 93,2           | 73,5         | 58         |
| Latino-Américains | 1,5            | 8,1          | 19         |
| Afro-Américains   | 0,8            | 10,5         | 12,1       |
| Asiatiques        | 0,5            | 3,4          | 6,2        |
| Métis             | 3,5            | 3,3          | 4,1        |
| Autres            | 0,2            | 0,4          | 0,5        |
| Amérindiens       | 0,2            | 0,1          | 0,9        |
| Océano-américains | 0,02           | 0,02         | 0,2        |
| Total             | 100            | 100          | 100        |